# AI VISION TV らんちゅう
『AI VISION TV らんちゅう』（アイ・ヴィジョン・ティーヴィー らんちゅう）は、2007年4月19日から2008年3月27日までテレビ西日本で放送されていた情報番組。
様々な情報をランキング形式で紹介していた深夜番組で、「情報プロファイリング番組」と称していた。番組は地元で発行・配布されているフリーペーパー『AI VISION』と連携し、毎回独自の調査に基づいたランキングを発表していた。また、番組公式サイトやワンセグ放送との連動も図っていた。

## 放送時間
- 木曜 25:05 - 25:35 （金曜 1:05 - 1:35、2007年4月19日 - 2008年1月10日）
- 木曜 25:00 - 25:30 （金曜 1:00 - 1:30、2008年1月17日 - 2008年3月27日） - 直前枠の番組が『ぐっさん家〜THE GOODSUN HOUSE〜』から『FNS地球特捜隊ダイバスター』に変更されたのに伴い、放送枠が5分繰り上げ。

## 出演者
- 高山梨香（TNCアナウンサー） - MCを担当。
- 媚山達己（「BAR VESPA」プロフェッショナルバーテンダー・プロデューサー） - コメンテーターを担当。コメンテーターについては毎週福岡で活躍する文化人を招くということになっていたが、鶴久政治が一度自らのCDプロモーションを兼ねて出演した回を除いては全て媚山が出演していた。
- 吉川貴司 - 見習いバーテンダー役を担当。
- 林沙弥香 - 調査員役を担当。